# Prudianka
Prudianka (ukr. Прудянка) – osiedle na Ukrainie, w obwodzie charkowskim, w rejonie charkowskim, w hromadzie Derhaczi. W 2001 liczyło 2001 mieszkańców.